# Mareile Höppner

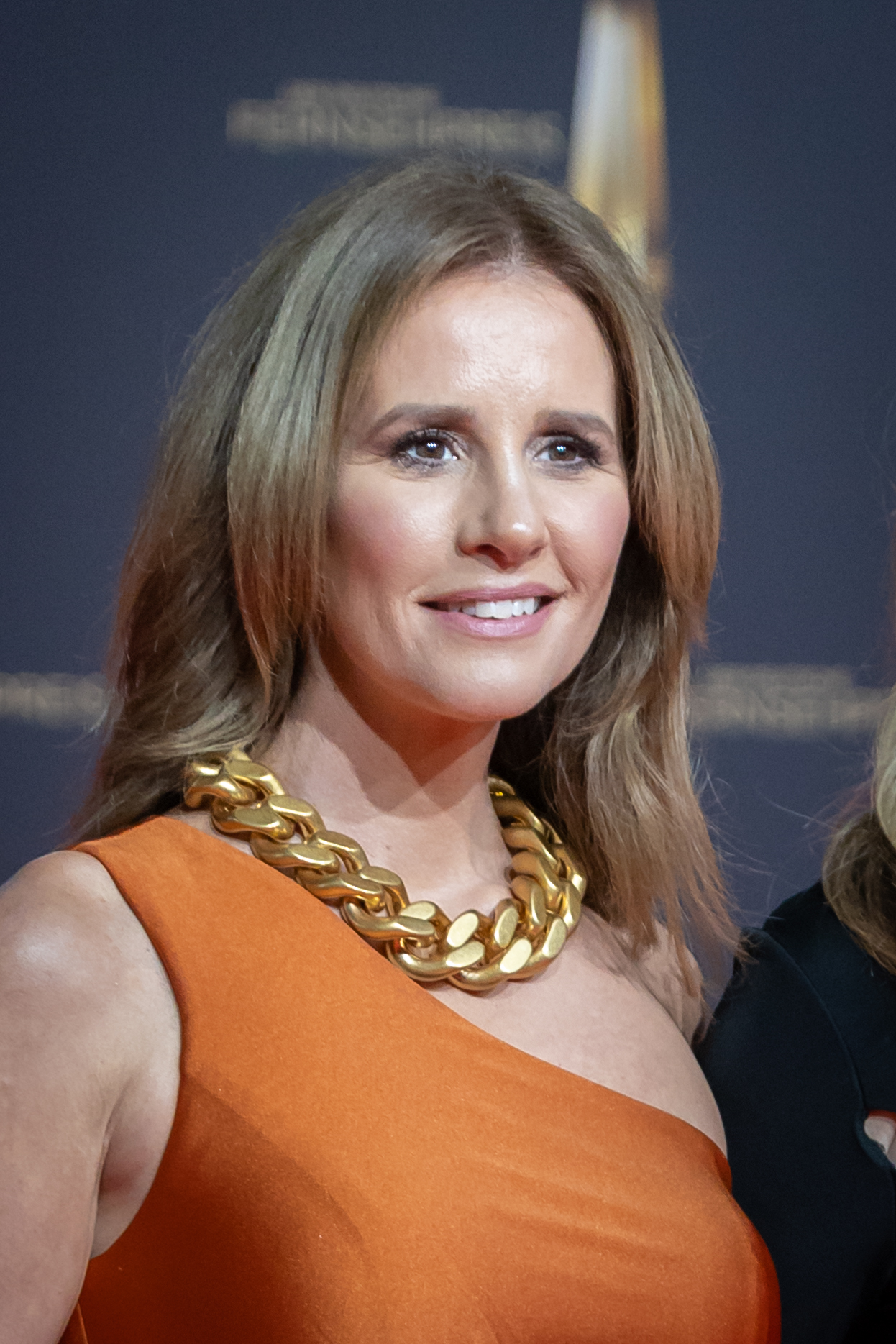
Mareile Höppner (2024)

Mareile Höppner (* 12. Mai 1977 in Hamburg) ist eine deutsche Fernsehmoderatorin und Journalistin.

## Leben und Wirken
Mareile Höppner ist die Tochter eines Lehrerehepaares und wuchs in Lübeck auf. Nach ihrem Abitur am Johanneum zu Lübeck studierte Mareile Höppner an der Christian-Albrechts-Universität zu Kiel Deutsch und Evangelische Religion für das Lehramt. Als sich die beruflich aussichtsreiche Perspektive einer Tätigkeit in der Verkehrs- und Wetterredaktion bei Radio NORA bot, beendete sie das Studium ohne Ablegen der Hochschulabschlussprüfung und wurde bald darauf Reporterin in der Redaktion von RTL Nord in Kiel. Zwei Jahre war sie die Wettermoderatorin von Guten Abend RTL auf RTL, bevor sie die Sendung 2002 als Hauptmoderatorin präsentierte. Von 2004 bis 2006 moderierte sie zusammen mit Michael Marx Newstime auf ProSieben und 2006 zusammen mit Jan Hahn das Finale der ersten Staffel von Verliebt in Berlin.
Danach leitete sie auf Sat.1 von 2006 bis 2007 Sat.1 am Mittag. Von Oktober 2007 bis 2008 moderierte sie das Das Sat.1-Magazin, den Nachfolger des Boulevardmagazins Blitz. Von 2009 bis 2012 war sie Gastgeberin der MDR-Talkshow Riverboat. Von 2008 bis 2022 moderierte sie beim MDR das im Ersten Programm der ARD ausgestrahlte Boulevardmagazin Brisant und seit 2015 zusammen mit Ross Antony die MDR-Sendereihe Schlager einer Stadt. 2019 trat sie in der Gameshow Hätten Sie’s gewusst? als Expertin zu dem Thema Prinz Harry auf. Außerdem nahm sie Ende 2020 an der Sat.1-Sendung Buchstaben Battle teil. Im Dezember 2020 spielte sie sich selbst in einer Folge der Sketchcomedy Kroymann. Am 11. August 2022 wurde bekannt, dass Höppner im Dezember desselben Jahres von der ARD zurück zu RTL wechselt. Am 13. November 2022 moderierte sie Brisant zum letzten Mal. Ihre Nachfolgerin bei Brisant ist seit Dezember 2022 Marwa Eldessouky. Bei RTL präsentiert sie seit Januar 2023 Extra – Das RTL-Magazin. Außerdem moderiert sie vertretungsweise die Magazine stern TV, stern TV am Sonntag sowie Gala. Als Kandidatin war sie 2024 in Splash! Das Promi-Pool-Quiz bei RTL zu sehen.
Derzeit wohnt Mareile Höppner in Berlin und in Leipzig. 2006 heiratete sie ihren langjährigen Freund Arne Schönfeld, einen Produktmanager bei Bosch. Im November 2010 wurden sie Eltern eines Sohnes. Im Oktober 2019 gab sie die zu dieser Zeit bereits zwei Jahre zurückliegende Trennung von ihrem Mann bekannt.

## Soziales Engagement
Mareile Höppner engagiert sich ehrenamtlich als Botschafterin für die soziale Organisation SOS-Kinderdorf und ist offizielle Botschafterin für die Deutsche José Carreras Leukämie-Stiftung. Sie moderierte am 16. Dezember 2021 an der Seite von José Carreras und Sven Lorig die 27. José-Carreras-Gala, die live aus Leipzig vom MDR übertragen wurde. Das Trio hatte bereits die 26. José-Carreras-Gala moderiert.

## Veröffentlichungen
- Was kommt nach der Queen? Das englische Königshaus zwischen Boulevard und Buckingham Palace. Rowohlt, Reinbek bei Hamburg 2018, ISBN 978-3-499-63372-0.